# Wäschereigraben
Der Wäschereigraben ist ein Meliorationsgraben und rechter Zufluss des Großbeerener Grabens in Brandenburg.

## Verlauf
Der Graben beginnt westlich des Gemeindezentrums von Blankenfelde-Mahlow und dort südlich der Chausseestraße, die aus dem Ort eine Verbindung nach Diedersdorf, einem Ortsteil von Großbeeren, herstellt. Der Graben verläuft in südsüdwestlicher Richtung; nach rund 180 Metern fließt von Westen der Diedersdorfer Grenzgraben das erste Mal zu. Nach weiteren rund 280 Metern erfolgt ein erneuter Zufluss aus diesem Graben. Im weiteren Verlauf fließt er vorzugsweise in südlicher Richtung und stellt damit den östlichen Rand des Landschaftsschutzgebietes Diedersdorfer Heide und Großbeerener Graben dar. Kurz vor der Bundesautobahn 10, die in diesem Bereich in West-Ost-Richtung verläuft, zweigt er scharf nach Westen hin ab. Er verläuft auf rund 680 Meter parallel zur Autobahn, bevor dort von Norden der Freiheitsgraben zufließt. Nach weiteren rund 900 Metern entwässert er in den Großbeerener Graben.